# 연좌
연좌(連坐, 문화어: 련좌, 영어: collective punishment) 또는 연좌제(連坐制, 문화어: 련좌제)는 죄인의 죄를 가족들에게도 함께 묻는 제도이다. 전근대 국가에서 주로 시행되었으나 근대 이후 국가들도 연좌제가 완전히 없어진 것은 아니었다.  
대역죄, 즉 국가 반역 행위 또는 왕가나 체제에 도전한 행위를 한 자들을 대부분 연좌제로 처벌하였으며, 그 죄를 본인의 자녀·부모나 형제는 물론 삼촌·사촌이나 그 밖의 친족에게까지 연좌시키기도 하였다. 심한 경우 범죄자와 가깝게 지낸 친지와 주변인들에게도 연좌제가 적용되기도 하였다. 역사적으로 귀족들은 서로 사이가 좋은 경우 자신들을 건들면 보복하는 경향이 있었기 때문에 경계의 대상이었고 그들에 의한 참혹한 복수도 많이 일어났다. 귀족들은 심하면 복수 명분으로 국가에까지 심한 피해를 주거나 멸망에 일조하기도 했다. 평민들은 스노하체스트보와 같은 여러 원인으로 인하여 가족들끼리도 사이가 별로 좋지 않았기 때문에 연좌의 효과가 의미가 없어서 의외로 연좌제를 잘 당하지 않을 수도 있었다. 그러나 평민들은 자크리의 난이나 독일 농민전쟁 등에서 대단한 이유없이 그냥 평민이란 이유로 떼죽음을 당하기도 했다. 귀족과 평민들을 학살한 황금씨족과 같은 몽골 귀족들 역시 귀족들에겐 자주 보복학살을 당했으나 평민들은 일반적으로 복수에 관심도 없어서 대단한 위협이 아니었다.
대역죄인 당사자의 가족은 사형을 시키고 집안의 남자들은 같은 등급에서 친밀도에 따라 낮은 등급을 받았으며, 집안의 여자들에게도 같이 적용되었다. 사형 이상의 중범죄자의 일족들은 대부분 사형을 시키거나 가산을 몰수하고 노비로 삼았다.
한국에서 연좌제는 1894년 갑오개혁으로 폐지되었으나 이는 형사처벌에 국한되었고, 이후에도 공직임용·사관학교의 입학 제한 등의 형태로 연좌제가 계속되었다. 한국전쟁 이후 국가의 사회통제가 강화되면서 오히려 취업·해외여행 제한 등 연좌제 성격의 불이익이 늘어오다가 이러한 형태의 연좌제는 1980년 8월 1일 공식 폐지되었다. 그러나, 현재도 군 장교 등 특수직 임용에 있어서 국가보안법 위반 등 소위 '반체제 범죄'에 관하여는 신원조회 등을 통한 연좌제 성격의 제한이 유지되고 있는 것으로 보는 견해가 많다.

## 선거 연좌제
대한민국에서는 선거에서 배우자나 선거사무장, 회계책임자가 선거법을 위반해 300만원 이상의 벌금을 받은 경우 당선을 무효시키고 있다. 다만 해당 재선거에만 출마가 제한된다. 배우자의 경우에는 위헌이라는 헌법소원이 있었으나, 헌재는 합헌으로 결정했다. 한편 선거 관련인의 경우도 96년에 폐지하기로 하였으나 폐지되지 않은 상태이다.

## 같이 보기
- 대한민국 헌법 제13조 연좌제 금지
- 자기책임의 원칙
- 오가작통법 - 한명회가 도입한 조선시대의 상호감치 체제
- 상앙 - 중국 춘추전국시대 진(秦)나라의 법가 정치가로서 오가작통법의 기원인 '십오제'를 창시
  - 십오제(什伍制): 5 또는 10가구를 한 단위로 묶어 상호감시 체제
- 보갑제(保甲制) - 송나라의 왕안석이 군사적 조치로 시행후 명나라를 거쳐 청나라 시대에 제도가 완성되었다
- 5호담당제(五戶擔當制) - 북한의 상호감시 체제